# Trachischium monticola
Trachischium monticola är en ormart som beskrevs av Cantor 1839. Trachischium monticola ingår i släktet Trachischium och familjen snokar. Inga underarter finns listade i Catalogue of Life.
Denna orm förekommer i östra Nepal, i nordöstra Indien, i sydöstra Tibet och kanske i angränsande områden av Bhutan och Myanmar. Arten lever i bergstrakter mellan 600 och 2000 meter över havet. Individerna vistas i fuktiga skogar. Honor lägger 3 till 6 ägg per tillfälle.
För beståndet är inga hot kända. Hela populationen anses vara stor. IUCN listar arten som livskraftig (LC).